# Прапор Бара
Прапор Бара — офіційний символ міста Бар. Новий прапор міста був прийнятий 14 грудня 1999 року.

## Опис
Прапор міста затверджений 14 грудня 1999 р. рішенням XII сесії міської ради XXIII скликання. Прямокутне полотнище з співвідношенням сторін 2:3, яке складається з трьох горизонтальних смуг — малинової, синьої та помаранчевої, зі співвідношенням їхніх ширин як 1:2:1, посередині небесно-синьої смуги (Лазур) — герб міста.
Малиновий колір пов'язується з прапорами подільських полків у битві 1410 р. під Ґрюнвальдом, синій означає волю, свободу та незалежність, а помаранчевий — колір стиглої пшениці, густого меду, якими багатий край.
Герб міста Бар затверджений 14 грудня 1999 р. рішенням XII сесії міської ради XXIII скликання. Щит перетятий блакитним і червоним, у верхньому полі золоте шістнадцятипроменеве сонце з обличчям, у нижньому — золотий ключ вушком вправо (борідка виконана у формі літер «BS»), довкола якого — золотий контур фортеці.
Літери «BS» були на першому гербі Бару 1540 р. і вказували на його тогочасну власницю королеву Бону Сфорцу. Місто разом із Барською фортецею стало своєрідним «ключем від Східного Поділля». Золоте сонце вказує на приналежність Бару до Поділля.
А.Ґречило, «Герби та прапори міст і сіл України», т.1.
В 2007 р. герб було доповнено мальтійським хрестом нагорі з тризубом у центрі, під хрестом золота стрічка з ім'ям покровителя міста «Св. Миколай»
Автор герба і прапора: Микола Йолтуховський, комп'ютерний дизайн Ігор Лозінський.